# Guaraciama
Guaraciama är en kommun i Brasilien.   Den ligger i delstaten Minas Gerais, i den sydöstra delen av landet, 500 km öster om huvudstaden Brasília. Antalet invånare är 4 719.
I omgivningarna runt Guaraciama växer huvudsakligen savannskog. Runt Guaraciama är det glesbefolkat, med 11 invånare per kvadratkilometer.